# Explorateur
 Der er for få eller ingen kildehenvisninger i denne artikel, hvilket er et problem. Du kan hjælpe ved at angive troværdige kilder til de påstande, som fremføres i artiklen.

L'Explorateur er en af de fedeste flødeoste i verden. Den består af 75% fedt og indeholder tre gange så meget fløde som almindelige flødeoste. Det gør den cylinderformede ost meget mættende. Den bliver lavet i den franske region Île-de-France og har en pikant og delikat smag og en neutral lugt. Osten blev skabt i 1950'erne og er navngivet til ære for USA's første satellit, Explorer 1.
| Mad og drikke | Spire Denne artikel om mad og drikke er en spire som bør udbygges. Du er velkommen til at hjælpe Wikipedia ved at udvide den. |